# توموكي يامادا
توموكي يامادا (باليابانية: 山田 智紀) (13 يوليو 1979 في شيزوكا في اليابان – )؛ هو لاعب كرة قدم سابق كان يلعب كمدافع.